# Banka (distrikt)
Banka är ett distrikt i Indien.   Det ligger i delstaten Bihar, i den östra delen av landet, 1 100 km öster om huvudstaden New Delhi. Antalet invånare är 2 034 763.
Följande samhällen finns i Banka:
- Bānka
- Amarpur